# Deciats
Els deciats (en llatí deciates o deceates, en grec antic Δεκιῆται, però Δεκεάτιοι per Claudi Ptolemeu) eren un dels pobles lígurs de la Gàl·lia Narbonesa, a l'oest del riu Var. Tenien com a veïns per l'oest als oxibis, segons Plini el Vell. Claudi Ptolemeu diu que la seva ciutat principal i la capital era Antípolis (Antíbol), però si això era així en el seu temps no ho devia ser en època anterior, ja que aquesta ciutat era una colònia grega.
Polibi els fa lígurs i diu que, juntament amb els oxibis, van atacar Antípolis i Nicea (Niça) i els massaliotes van demanar ajut a Roma. Els romans va enviar uns comissionats que van arribar a Aegitna al territori dels oxibis. però els oxibis, que sabien que els romans els volien donar l'ordre d'aixecar el setge, van ferir a un dels comissionats provocant la intervenció de Roma. Van enviar al cònsol Quint Opimi amb un exèrcit que va derrotar els dos pobles i va donar part del seu territori a Massàlia l'any 154 aC.
Luci Anneu Flor diu que els deciats estaven en guerra amb els salis l'any 125 aC, cosa que va portar la intervenció del cònsol Marc Fulvi Flac, que els va derrotar. Titus Livi els inclou entre les tribus dels lígurs transalpins. Esteve de Bizanci, basant-se en l'autoritat d'Artemidor d'Efes, parla d'una ciutat anomenada Decietum (Δεκίητον) i dona al poble el nom de decietes (decietae). Pomponi Mela esmenta un oppidum Deciatum que no és Antípolis, ja que diu que era una ciutat diferent. La situació de Deciatum no es coneix.